# Юрген Крігсгаммер
Юрген Крігсгаммер (нім. Jürgen Kriegshammer; 2 серпня 1922, Кольберг — 22 жовтня 1959) — німецький офіцер-підводник, оберлейтенант-цур-зее крігсмаріне.

## Біографія
23 вересня 1940 року вступив на флот. З червня 1943 року — вахтовий офіцер на підводному човні U-286, в серпні 1944 року — в 11-й флотилії. У вересні-листопаді 1944 року пройшов курс командира човна. З 25 листопада 1944 по 31 березня 1945 року — командир U-8, з 1 квітня по 5 травня 1945 року — U-150. В травні був взятий в полон.

## Звання
- Кандидат в офіцери (23 вересня 1940)
- Фенріх-цур-зее (1 серпня 1941)
- Оберфенріх-цур-зее (1 липня 1942)
- Лейтенант-цур-зее (1 січня 1943)
- Оберлейтенант-цур-зее (1 жовтня 1944)